# Nursery Cryme
Nursery Cryme es el tercer álbum del grupo Genesis y el primero después de la partida de Anthony Phillips y John Mayhew. Fue grabado en los estudios Trident Studios de Londres y publicado en 1971. También es el primer álbum en tener la formación de Peter Gabriel, Tony Banks, Mike Rutherford, Phil Collins, y Steve Hackett. Esta formación quedaría sin cambios hasta la partida de Gabriel en 1975 y es una de las pioneras del rock progresivo que tuvo más repercusión a nivel global.
Aunque el disco no fue un éxito al momento del lanzamiento en su tierra natal, Nursery Cryme se convirtió, de forma inesperada, en un éxito en Italia donde alcanzó el número 4 en los rankings. El álbum alcanzó el número 39 en los rankings ingleses tras una nueva edición en 1974.
El título del álbum es un juego de palabras entre "nursery rhyme", canciones de jardín o guardería, y "nursery crime", crimen en la guardería.
El ingeniero de sonido fue David Hentschel y el operador de cinta Mike Stone. En 1994 se remasterizó en los estudios The Farm y Abbey Road por Nick Davis, Geoff Callingham y Chris Blair. Un disco doble SACD / DVD (incluyendo nuevo sonido 5.1) fue lanzado en noviembre de 2008.

## Sinopsis
Nursery Cryme apartó al grupo del sonido de From Genesis to Revelation y Trespass y lo sumergió en una nueva era. La mayor parte de las canciones fueron compuestas entre todos los miembros del grupo. Sin embargo, y a pesar de los increíbles talentos musicales de Steve Hackett, sus contribuciones eran mínimas durante el tiempo que estuvo en la banda. Durante las primeras épocas del grupo, Banks y Rutherford escribían la mayor parte de la música, mientras que Gabriel escribía la mayor parte de las letras.
Fuertemente influenciados por los gustos musicales de Banks y Gabriel, se explora ampliamente la dinámica en canciones como "The Musical Box" y "Fountain Of Salmacis", contrastando con el sonido acústico de Trespass. La predilección de Gabriel por las letras misteriosas se deslizan en canciones como The Musical Box. La mitología, otra inspiración lírica clásica en los primeros trabajos de Genesis, resaltaron en "Fountain Of Salmacis", y Collins hizo su debut como vocalista en la canción "For Absent Friends", aunque nunca la ha cantado en vivo.
Mientras este álbum fue escrito, algunas partes del mismo fueron escritas por un miembro temporal de Genesis, Mick Barnard. En una entrevista, Tony Banks señala: "Steve (Hackett) estaba desde hace poco tiempo en la banda cuando grabamos 'Nursery Cryme'. Todas las partes de guitarra en "Musical Box" fueron escritas por Mick; Steve interpretó lo que Mick había tocado ya que no había mucho tiempo para aprender partes nuevas. De todas formas, la mayor parte de las guitarras rítmicas en esta canción son de Mick."
Con la llegada de Phil Collins y Steve Hackett al grupo la base rítmica adquiere un nuevo protagonismo en el que Phil y Mike Rutherford (bajo) adquieren una compenetración perfecta; además el estilo de la banda adquiere unos nuevos matices que se alejan del estilo folk-etéreo de sus anteriores trabajos y acercándose más a los del jazz-fusion, aunque siempre bajo el estilo personal y las complejas letras marca de la casa.
A partir de este trabajo Genesis empieza a definir su personalidad como grupo musical y pasa a ser uno de los grupos de culto (aunque no de ventas) de los primeros años de la década de los 70.
Las canciones contenidas en el disco empezaron a definir su género. Entre ellas están "The Musical Box" y "The Return of the Giant Hogweed", ambas siendo una excelente muestra de las habilidades de la banda tocando juntos, en especial esta última. Ambas entraron en el repertorio de conciertos del grupo durante varios años.

## Portada
La conmovedora imagen de la portada representa escenas de cada una de las canciones, fue pintada por Paul Whitehead, quien también fue el responsable de las portadas de Trespass y Foxtrot. En el libro de Armando Gallo se explica un poco sobre esta imagen: La Cajita Musical tenía una especie de sentimiento victoriano, y Whitehead estaba intentando crear algo que fuera realmente antiguo, como un álbum de fotos victoriano. Mike (Rutherford) eligió el color verde de una pintura de Dalí. Las cosas más visibles en la imagen son: El tío Henry, Harold el Barril, El Hogweed y el Colegio Charterhouse (sobre la derecha). Las moscas en las esquinas son reales, Whitehead barnizó la pintura y luego quedaron pegadas. Aparentemente también hay una tijereta allí. Cynthia se supone que se vea muy joven pero tiene ojos realmente ancianos. La rotulación está basada en unas letras antiguas que vio en una lata de cacao victoriana.
Por otro lado, Peter Gabriel escribió una pequeña historia para "The Musical Box" que se encuentra al principio de las letras y en la cual también se ven referencias que son reflejadas en la portada. La historia dice así: Mientras Henry Hamilton-Smythe menor (8) estaba jugando al croquet con Cynthia Jane De Blaise-William (9), la dulce y sonriente Cynthia levanta su mazo y graciosamente le extirpa la cabeza a Henry. Dos semanas más tarde, en el cuarto de Henry, ella descubrió su preciada cajita de música. Ansiosamente la abrió y mientras "El viejo King Cole" comenzó a sonar una pequeña figura-espíritu apareció. Henry había regresado - pero no por mucho tiempo, porque mientras estaba parado en el cuarto su cuerpo comenzó a envejecer rápidamente, dejando una mente de niño en su interior. Los deseos de una vida le surgieron a él. Desafortunadamente en el intento de persuadir a Cynthia Jane para saciar su deseo romántico produjo que su niñera vaya al cuarto a investigar el ruido. Instintivamente Nanny le arrojó la cajita de música al niño barbudo, destruyéndolos a ambos.
El "El viejo King Cole" (Old King Cole en inglés) es una antigua canción tradicional inglesa, que Gabriel reproduce parcialmente en la sexta estrofa de "The Musical Box".

## Sonido
Aunque no tan pulido en términos de producción como los álbumes que lo siguieron (la mayoría de las canciones estaban grabadas solamente en 8 canales), Nursery Cryme era un gran progreso del grupo con respecto a su trabajo anterior, Trespass. Aunque el sonido folk aún permanece en canciones como "Harlequin" y "For Absent Friends", otras canciones mostraban un sonido más agresivo y estridente. La guitarra principal de Hackett contribuía mucho con esto, con poderosos solos contenidos en canciones como "The Musical Box", "The Return of the Giant Hogweed" y "The Fountain Of Salmacis". La batería de Collins era justa y precisa, complementándose con el resto de los instrumentos.
Banks también contribuyó con este sonido más agresivo de varias formas: algún tiempo antes de que Hackett sea reclutado en la banda, Genesis actuaba en vivo con cuatro personas. Banks emulaba la guitarra tocando solos en su piano eléctrico, esta técnica puede ser escuchada en "The Musical Box" y en la introducción de "The Return of the Giant Hogweed". Además compró su propio melotrón Mark II a King Crimson y empleó el efecto de "tres violines" del mismo, para crear un gran efecto en "The Fountain of Salmacis" y "Seven Stones".
Otro elemento que contribuyó con el sonido creciente de la banda era la utilización de una pedalera electrónica Dewtron para bajo, por parte de Rutherford. Incluso en una canción como "Harold The Barrel", que apenas hace uso de este instrumento, estaba poseída de una energía como nada grabado anteriormente por Genesis.

## Lista de canciones
Todos los temas compuestos, arreglados e interpretados por Genesis (Tony Banks, Phil Collins, Peter Gabriel, Steve Hackett y Mike Rutherford)
| Pista | Título Inglés                   | Título Español                 | Duración |
| ----- | ------------------------------- | ------------------------------ | -------- |
| 1.    | The Musical Box                 | La Caja Musical                | 10:32    |
| 2.    | For Absent Friends              | Para Amigos Ausentes           | 1:50     |
| 3.    | The Return Of The Giant Hogweed | El Regreso del Perejil Gigante | 8:10     |
| 4.    | Seven Stones                    | Siete Piedras                  | 5:10     |
| 5.    | Harold The Barrel               | Harold El Barril               | 3:01     |
| 6.    | Harlequin                       | Arlequín                       | 2:57     |
| 7.    | The Fountain Of Salmacis        | La Fuente de Salmacis          | 8:02     |

En las ediciones originales del álbum en vinilo y casete, el primer lado correspondía a los temas 1-3, mientras que el segundo lado correspondía a los temas 4-7.

## Formación
- Peter Gabriel: Voz principal, flauta, bombo, pandereta
- Tony Banks: Órgano, melotrón, piano, piano eléctrico, guitarra de 12 cuerdas, coros
- Steve Hackett: Guitarra eléctrica, guitarra de 12 cuerdas
- Mike Rutherford: Bajo, pedalero, guitarra de 12 cuerdas, coros
- Phil Collins: Batería, percusión, voz secundaria (voz principal en "For Absent Friends")